# Saumanganyak
Saumanganyak is een bestuurslaag in het regentschap Kepulauan Mentawai van de provincie West-Sumatra, Indonesië. Saumanganyak telt 3059 inwoners (volkstelling 2010).